# Strumatophyma
Strumatophyma là một chi bọ cánh cứng trong họ Chrysomelidae.
Chi này được miêu tả khoa học năm 1871 bởi Baly.

## Các loài
Chi này gồm các loài:
- Strumatophyma lopatini Daccordi, 2005